# Mantisgebia
Mantisgebia is een geslacht van kreeftachtigen uit de klasse van de Malacostraca (hogere kreeftachtigen).

## Soorten
- Mantisgebia kyusyuensis (Yokoya, 1933)
- Mantisgebia multispinosa Liu & Liu, 2013
- Mantisgebia tuerkayi Sakai, 2011
- Mantisgebia vonvaupeli Sakai, 2006